# رقابة

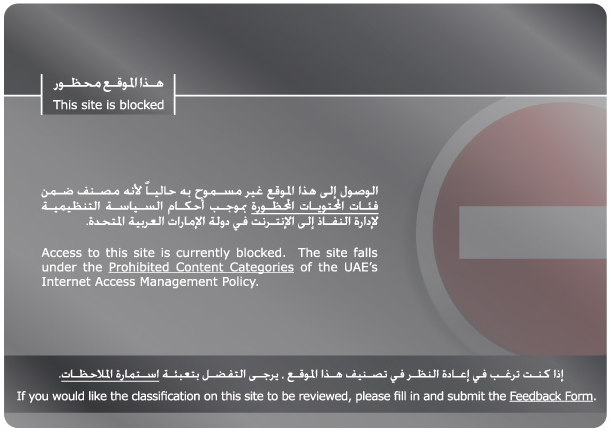
بعض حكومات الدول مثل المملكة العربية السعودية وكوريا الشمالية وكوبا وإيران وفنزويلا وجمهورية الصين الشعبية تمنع الأشخاص في بلدانهم من مشاهدة محتوى معين على الإنترنت لأسباب أيديولوجية و/أو سياسية و/أو دينية، والتي تعتبر متعارضة مع معاييرك.

الرقابة تعني لغويا، الحراسة أو جعل الحبل في الرقبة ويقصد منها قمع الكلام أو الآراء العامة أو أي معلومات أخرى يمكن اعتبارها غير مقبولة أو ضارة أو حساسة أو غير صحيحة سياسيا أو غير ملائمة على النحو الذي تحدده الحكومات أو وسائل الإعلام أو السلطات أو غيرها من الجماعات أو المؤسسات. وقد يصل إلى حد الحجب وهو حذف المواد إذا وجدت غير مقبولة بنظر الهيئة المطلعة.

## الرقابة الإعلامية
تراقب جهات مختصة كل عمل مسرحي أو تلفزيوني إلخ قبل عرضه أمام المشاهدين، وتمنع بعضها على أساس مشهد غير لائق (مثلا دعارة) أو فكر غير لائق (مثلا تكفير).

## وصلات خارجية
- الرقابة في العالم العربي - منصات